# Vana-Mustamäe

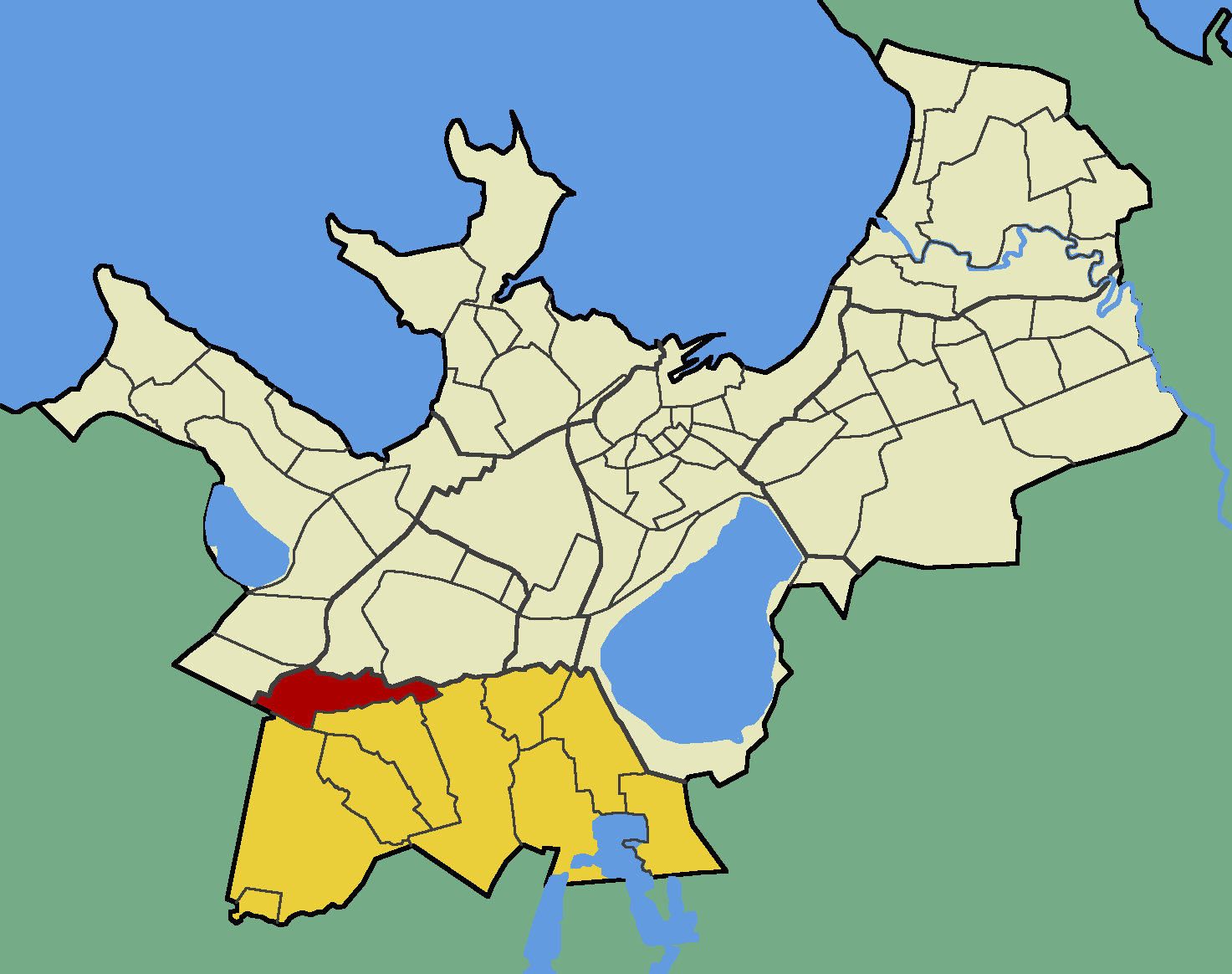
Der Bezirk Vana-Mustamäe (rot) im Tallinner Stadtteil Nõmme (gelb)

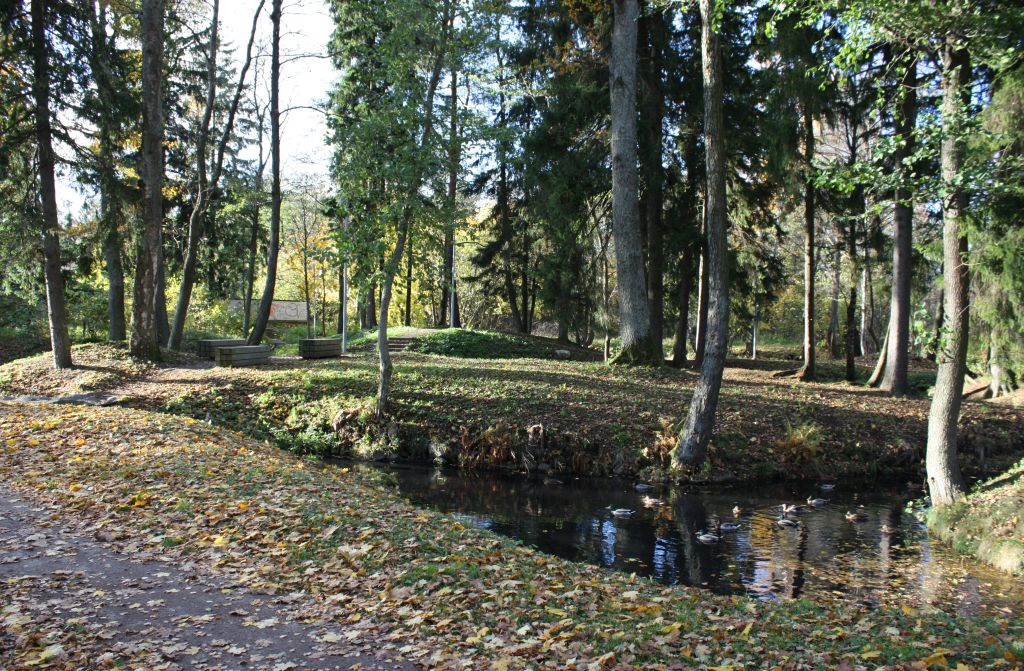
Der sogenannte „Glehn’sche Friedhof“ (Glehni rahula) in Vana-Mustamäe

Vana-Mustamäe (zu Deutsch „Alt-Schwarzberg“) ist ein Bezirk (estnisch asum) der estnischen Hauptstadt Tallinn. Er liegt im Stadtteil Nõmme.

## Beschreibung und Geschichte
Vana-Mustamäe hat 2.091 Einwohner (Stand 1. Mai 2010). Seine Fläche beträgt 1,75 Quadratkilometer.
Die Gegend wurde erstmals 1371 unter der Bezeichnung Hohenhaupt urkundlich erwähnt.
Erst mit dem Erwerb des Areals durch den deutschbaltischen Adligen Nikolai von Glehn (1841–1923) Ende des 19. Jahrhunderts entstand eine systematische Bebauung. 1886 wurde von Glehns exzentrisches „Schloss“ mit dem großzügig angelegten Park und weiteren extravaganten Gebäuden wie dem Palmenhaus (1898/1900), einem Aussichtsturm (1910) und einem Miniaturschloss für von Glehns Enkelkinder fertiggestellt. Als 1896 von Glehns Ehefrau Caroline starb, ließ der Adlige einen Begräbnisplatz mit Teichen und Brücken anlegen. Später wurden weitere Mitglieder der Familie von Glehn dort beigesetzt.
Nach der estnischen Unabhängigkeitserklärung am Ende des Ersten Weltkriegs verließ die Familie von Glehn im Jahre 1923 Estland. 1934 wurde die damals selbständige Stadt Nõmme Eigentümerin des großen Anwesens. 
Vor allem in der Zwischenkriegszeit wurde Vana-Mustamäe ein beliebtes Viertel für den Bau neuer Wohnhäuser. 1936 entstanden ein beliebtes Café mit Freibädern sowie später ein Sportzentrum in Vana-Mustamäe.
Vana-Mustamäe wurde wie ganz Nõmme 1940 der estnischen Hauptstadt Tallinn eingemeindet. 